# O Pagador de Promessas
O Pagador de Promessas is een Braziliaanse dramafilm uit 1962 onder regie van Anselmo Duarte. De film ontstond na een toneelstuk van de Braziliaanse auteur Dias Gomes, die tevens het draaiboek voor de dialogen schreef. Duarte won met deze film de Gouden Palm op het Filmfestival van Cannes.

## Verhaal
Zé do Burro is een Braziliaanse landeigenaar. Zijn beste vriend is een ezel. Als die ezel ongeneeslijk ziek wordt, belooft hij een Candomblé-priesteres dat hij bij de genezing van de ezel al zijn landerijen zal wegschenken aan de armen en een kruis zal dragen naar de Sint-Barbarakerk in Salvador. Daar zal hij het kruis aanbieden aan de plaatselijke priester. Na de genezing van zijn ezel gaat Zé op pad. De film begint op het ogenblik dat Zé bij de kerk aankomt. De plaatselijke priester weigert het kruis te aanvaarden, wanneer hij over diens "heidense" eed hoort. Iedereen tracht de onschuldige, naïeve Zé te manipuleren. De plaatselijke Candomblé-aanhangers willen hem gebruiken om hun discriminatie door de rooms-katholieke kerk aan te kaarten. De sensatiepers interpreteert zijn belofte om land weg te schenken als een "communistische" daad. Wanneer Zé wordt neergeschoten door de politie, dragen Candomblé-aanhangers zijn lichaam de kerk binnen.

## Rolverdeling
| Acteur           | Personage    |
| ---------------- | ------------ |
| Leonardo Villar  | Zé do Burro  |
| Glória Menezes   | Rosa         |
| Dionísio Azevedo | Olavo        |
| Geraldo Del Rey  | Bonitão      |
| Norma Bengell    | Marly        |
| Othon Bastos     | Verslaggever |
| Antônio Pitanga  | Coca         |